# 69e régiment de marche
Pour les articles homonymes, voir 69e régiment.
Le 69e régiment d'infanterie de marche (ou 69e régiment de marche) est un régiment d'infanterie français, qui a participé à la guerre franco-allemande de 1870.

## Création et différentes dénominations
- 9 ou 12 décembre 1870 : formation du 69e régiment d'infanterie de marche
- 8 septembre 1871 : fusion dans le 69e régiment d'infanterie de ligne

## Chef de corps
- 9 décembre 1870 : lieutenant-colonel Foerster[1]
- 18 décembre 1870 : colonel Pasquet de la Broue (lieutenant-colonel jusqu'au 20 décembre)[2]
- 20 mars 1871 : commandant (puis lieutenant-colonel) Perrier[3]
- 30 mars 1871 : colonel Ameller[4]

- 16 juillet 1871 : colonel Biadelli[5]

## Historique

### Formation
Le 69e de marche est formé le 9 ou le 12 décembre 1870 à Béthune. Sa composition est la suivante :
- 1er et 2e bataillons de marche du 43e régiment d'infanterie de ligne (bataillons à cinq compagnies, formés en novembre au dépôt de ce régiment)[7] ;
- 8e bataillon d'infanterie de marine (bataillon à cinq compagnies, formé en octobre par le dépôt du 2e régiment d'infanterie de marine)[8].

Le 1er bataillon de marche du 43e et le 8e bataillon d'infanterie de marine faisaient partie dès la fin novembre 1870 de la 3e brigade d'infanterie du 22e corps de l'armée du Nord (brigade stationnée à Villers-Bretonneux le 26 novembre). Les trois bataillons participent à la bataille de Villers-Bretonneux le 27 novembre, où le commandant Roslin du 43e est tué. Le numéro du nouveau régiment est officiellement décidé le 7 décembre.

### Combats contre les Allemands
Lorsque le 22e corps est réorganisé début décembre, le régiment rejoint la 1re brigade de la 2e division de ce corps,.
Le régiment combat le 23 décembre à la bataille de l'Hallue, l'infanterie de marine est déployée à Daours et les bataillons du 43e de ligne à Bussy. Il perd un capitaine tué. À la bataille de Bapaume (3 janvier 1871), le régiment perd un lieutenant tué.
Le 18 janvier, le régiment (2e bataillon et infanterie de marine) est surpris en marche près de Beauvois-en-Vermandois par des troupes allemandes et doit se replier. Les deux bataillons perdent 58 tués et blessés. En même temps, le 1er bataillon combat aux côtés du 23e corps à Pœuilly et perd trois officiers et 117 hommes en tentant de se replier à travers Caulaincourt occupé par les Allemands. Les pertes totales du 1er bataillon (tués et blessés) sont de 229 hommes de troupe et quatre officiers.
Le lendemain, lors de la bataille de Saint-Quentin, le régiment perd 82 tués et blessés (dont huit officiers).

### Opérations contre la Commune
Le 5 février 1871, après l'arrêt des combats, le régiment cantonne à Havrincourt, Hermies et Flesquières.
Le 69e régiment de marche quitte l'armée du Nord début mars lorsqu'il reçoit l'ordre d'aller rejoindre la division de Maud'huy à l'armée de Paris rassemblée face aux troubles révolutionnaires consécutifs au siège de Paris. Après l'éclatement de la Commune de Paris le 19 mars, le régiment stationné au jardin du Luxembourg et menacé par les communards parvient le 22 à s'échapper de la ville.
La division de Maud'huy, à Satory, est devenue partie intégrante de la nouvelle armée de Versailles. À partir du 6 avril, la division de Maud'huy passe au 1er corps de la 2e armée de Versailles. Le 69e de marche est engagé dans les combats de la Semaine sanglante. Il est ensuite rattaché à la 1re division du 4e corps de l'armée de Versailles.
Le 69e de marche fusionne le 8 septembre 1871 dans le 69e régiment d'infanterie de ligne.